# 山葉迎光150
山葉迎光150（英文名：Fly-One）是臺灣山葉機車生產的水冷式速克達，也是排氣量150cc級距中第一部配備有置物空間的機種，並具有碟式煞車系統、油壓式前叉及活塞行程長達66mm之高扭力引擎，所以甫一推出便自光陽名流150手中奪下不少市佔率，也讓同屬水冷式速克達的三陽迪爵150感受到強大的壓力。其英文名稱Fly One也在車友間被戲稱蒼蠅一號。

## 歷史沿革
迎光150是臺灣山葉第一台125cc以上排氣量四行程速克達，採用SOHC 2V、150cc、EV4缸頭水冷設計、汽缸氣冷設計引擎。
為因應環保法規，迎光先後分別有一期、二期及三期機種，於二期機種開始加入EEC油氣蒸發回收系統，並將儀錶板時速最高刻度由120Km/h增加為140Km/h。

## 引擎
- 引擎種類－EV4水冷式 SOHC四行程2V引擎
- 總排氣量－149c.c.
- 機油交換量－1100c.c.(機油總量為1300c.c.、更換機油濾清器交換量為1150c.c.)
- 機油潤滑方式－壓送、噴濺並用式，外置式油道設計並具有機油濾清器
- 冷卻方式－半水冷式:汽缸頭採用水冷系統、汽缸氣冷，採用曲軸帶動電盤，電盤利用皮帶帶動風扇冷卻汽缸。
- 使用燃料－汽油:高級汽油(前期)、無鉛汽油(後期)。早期迎光要使用無鉛汽油必須額外加入代鉛劑。
- 油箱容量－7公升
- 氣門－二汽門:進汽門x1、排氣門x1
- 汽缸排列方式－單缸前傾
- 引擎缸徑－53.7mm
- 活塞行程－66mm
- 壓縮比－10.5:1
- 火星塞形式－C7E/U22ES-N
- 化油器形式－MIKUNI BS26

## 款式
除了早期生產的斜版迎光(代號3UH)外，另有可動式造型的FLY-ONE LX(代號4CB)。在當時排氣量150cc級距的速克達中，迎光是第一部有可動式的機種。
另外，山葉於1996年，推出與迎光相同引擎，外觀重新設計的迅光150(英文名:Grand 150，代號4MK)，並強調休旅風，有更符合人體工學的座墊及後扶手，車手採用與馬車125類似設計的分離式車手。

## 娛樂
- 古惑仔2之猛龍過江－電影中，丁瑤(邱淑貞飾)騎乘迎光150，搭救暗殺完對頭老大亟欲逃難的山雞(陳小春飾)

## 內部連結
- 山葉Cygnus

## 外部連結
- 台灣山葉機車官方網站 （页面存档备份，存于）